# Tekliades
Tekliades is een geslacht van vlinders uit de familie van de dikkopjes (Hesperiidae), uit de onderfamilie van de Coeliadinae. De wetenschappelijke naam en de beschrijving van dit geslacht werden voor het eerst in 2019 gepubliceerd door Nick Grishen. 
Dit geslacht is monotypisch, dat wil zeggen dat het maar één soort heeft namelijk Tekliades ramanatek (Boisduval, 1833) uit de Comoren en Madagaskar.